# 李金順
李金順（1896年—1952年），中國清末民國評劇女演員，天津人。父為高腔演員。幼曾學京韻大鼓、京劇等，後隨東發紅學唱落子，後漸由小戲轉為大戲（即評劇），在天津和東北演出，曾於1928年在哈爾濱演出時裝劇《愛國嬌》一戲而轟動一時。
唱腔以高亢粗獷為特色。
她並在評劇的藝術傳統的基礎上進行改革，溶入大鼓曲調、唱念改用「京音」，並擴大評劇伴奏樂隊、增加樂器，對評劇的發展造成一定的影響。代表劇目有《杜十娘》、《王少安趕船》等。 